# Idiochlora takahashii
Idiochlora takahashii är en fjärilsart som beskrevs av Inoue 1982. Idiochlora takahashii ingår i släktet Idiochlora och familjen mätare. Inga underarter finns listade i Catalogue of Life.